# Synopsidia chiraza
Synopsidia chiraza är en fjärilsart som beskrevs av Brandt 1938. Synopsidia chiraza ingår i släktet Synopsidia och familjen mätare. Inga underarter finns listade i Catalogue of Life.